# Strižni modul
Strížni módul (tudi Coulombov modul [kulónov ~]) je fizikalna količina, določena pri strižni deformaciji teles kot razmerje med strižno napetostjo in strižno deformacijo v Hookovem zakonu. Navadno ga označujemo s črko G, včasih pa s črkama S ali μ.
{\displaystyle G={\frac {\sigma _{xy}}{\varepsilon _{xy}}}\equiv {\frac {\tau }{\gamma }}\!\,.}
Izpeljana enota SI za strižni modul je enaka enoti strižne napetosti, N/mm² ali MPa, pa tudi GPa. Strižni modul predstavlja merilo odpornosti telesa proti spremembi oblike pri strižni deformaciji. Kakor za nateg, tudi za strig velja Hookov zakon:
{\displaystyle \tau =G\gamma \!\,.}
Strižno napetost v snovi povzročata para nasprotno enakih strižnih napetosti. Tako nastala strižna deformacija γ [rad] je po Hookovem zakonu premosorazmerna s strižno napetostjo τ [N/mm²]:
{\displaystyle \gamma ={\frac {\tau }{G}}\!\,.}
Določanje strižne deformacije prikazuje Slika 1:
Za majhne strižne deformacije velja:
{\displaystyle \mathrm {tg} \,\gamma \approx \gamma ={\frac {a}{h}}\!\,.}
Obratna vrednost strižnega modula je strižni koeficient β:
{\displaystyle \beta ={\frac {1}{G}}\!\,.}
Strižni modul lahko v elastičnem območju izračunamo po enačbi:
{\displaystyle G={\frac {E}{2(1+\mu )}}\!\,,}
kjer sta E prožnostni modul in μ Poissonovo število.

## Strižni modul nekaterih snovi in materialov
| snov/ material           | strižni modul [N/mm²] |
| ------------------------ | --------------------- |
| diamant                  | 478.000               |
| aluminijev oksid (safir) | 175.000               |
| jeklo                    | 79.300                |
| baker                    | 44.700                |
| titan                    | 41.400                |
| steklo                   | 26.200                |
| aluminij                 | 25.500                |
| polietilen               | 1.170                 |
| guma                     | 0,6                   |